# Кантакузин, Михаил Алексеевич
Князь Михаил Алексеевич Кантакузин (23 января [4 февраля] 1840 год — 16 декабря [28 декабря] 1894 год) — русский военачальник, генерал-лейтенант Генерального штаба.

## Биография
Родился в 1840 году в Санкт-Петербурге, происходил из княжеского рода Кантакузеных.
В службу вступил в 1855 году, в 1859 году после окончания Николаевского инженерного училища по I разряду был произведён в прапорщики и поступил в Николаевскую инженерную академию. В 1860 году произведён в подпоручики, служил военным инженером в 5-м сапёрном батальоне. В 1863 году произведён в поручики, в 1867 году в штабс-капитаны.
В 1868 году после окончания Николаевской военной академии по I разряду произведён в капитаны Генерального штаба. С 1870 года подполковник — командовал батальоном и заведовал передвижением войск Одесского военного округа. В 1873 году произведён в полковники. С 1874 года штаб-офицер для особых поручений при командующем Варшавского военного округа.
С 1876 года генерал для особых поручений при начальнике водных сообщений Действующей армии. С 1877 года участник Русско-турецкой войны — состоял в распоряжении главнокомандующего Действующей армии великого князя Николая Николаевича. В 1878 году назначен воинским начальником Южно-Турецкой железной дороги и с 1878 по 1880 годы — помощником начальника штаба Действующей армии. Высочайшим приказом от 18 июня 1878 года произведен в генерал-майоры (на основании Манифеста от 1 июня 1878 года). Высочайшим приказом от 9 ноября 1878 года награжден Золотой саблей с надписью «За храбрость».
С 1880 по 1882 годы был прикомандирован к Главному штабу. В 1882 году помощник начальника штаба Варшавского военного округа. С 1882 по 1884 годы — начальник штаба Отдельного корпуса жандармов. С 1884 года военный агент в Болгарии, с 1885 года находился в распоряжении военного министра. С 1887 года начальник штаба 13-го армейского корпуса. С 17 марта по 18 октября 1891 года — начальник штаба Финляндского военного округа. С 1891 по 1894 годы — военный агент в Афинах. В 1893 году произведён в генерал-лейтенанты.
Умер в 1894 году в Афинах, похоронен на Русским кладбище в афинском порту Пирей.

## Награды
Был награждён всеми наградами Российской империи вплоть до ордена Святого Владимира 2-й степени пожалованного ему в 1886 году.